# Victor Ranghetti
Victor César Ranghetti (nascido em 28 de dezembro  de  1998 em Curitiba) é um ciclista brasileiro, membro da equipa Dataro-Platoom-Smel Foz.

## Biografia
Em 2015, Victor Ranghetti consagra-se campeão do Brasil de perseguição por equipas, na sua categoria. No ano seguinte, classifica-se segundo do campeonato do Brasil em estrada juniores.
Em 2017, ele integrou o efectivo da formação Soul Brasil, promovida como equipa continental profissional. A revelação de três controles positivos em seu efectivo (João Gaspar, Kléber Ramos e Ramiro Rincón), em menos de dois mêses, treina não obstante a suspensão de todas as competições internacionais para a formação até 12 de fevereiro.

## Palmarés em estrada
- 2016
  - 2.º do campeonato do Brasil em estrada juniores
- 2019
  - Copa K6 Shimano :
    - Classificação geral

  - 1.ª etapa (contrarrelógio)

## Palmarés em pista

### Campeonato do Brasil
- 2015
  -  Campeão do Brasil de perseguição por equipas juniores